# Joseph Agyemang-Gyau
Joseph Agyemang-Gyau, conosciuto anche come Nana Gyau (Sunyani, 3 giugno 1939 – 14 maggio 2015), è stato un calciatore ghanese, di ruolo attaccante. In patria inoltre ricoprì il ruolo di sovrano tradizionale come Atipimhene di Berekum.

## Biografia
Dopo aver giocato a calcio in Ghana e negli Stati Uniti d'America, Gyau tornò in patria dove ricoprì l'incarico di sovrano tradizionale come Atipimhene di Berekum. Fu inoltre presidente dell'associazione ex-calciatori della nazionale ghanese.
Il figlio Phillip ne ha seguito le orme, divenendo anch'egli calciatore professionista, vestendo anche la maglia della nazionale statunitense. Anche il nipote Joseph-Claude, figlio di Phillip, è diventato un calciatore professionista, anch'egli nazionale statunitense.
É morto per un cancro al colon nel maggio 2015.

## Carriera

### Club
Gyau giocò in patria con i Brong Ahafo Utd ed i Real Republicans prima di trasferirsi nel 1968 a Washington, negli Stati Uniti d'America, ingaggiato dai capitolini dei Washington Whips, con cui chiuse la stagione al secondo posto della Atlantic Division nella stagione d'esordio della NASL.
L'anno dopo passa ai Washington Darts, società militante nell'American Soccer League, con cui vince il campionato 1969.
Nella stagione 1970 i Darts passano nella North American Soccer League, raggiungendo la finale del torneo, persa contro i Rochester Lancers.
Terminata l'esperienza con i Darts Gyau torna a giocare nell'ASL, dapprima con i Philadelphia Ukrainians e poi con i Baltimore Bays.
Nella stagione 1974 torna a giocare nella NASL con in neonati Washington Diplomats, con cui non supera la fase a gironi del torneo.

### Nazionale
Gyau vestì la maglia della nazionale ghanese dal 1962 al 1965. Fu tra i convocati alla Coppa delle nazioni africane 1963, disputatasi proprio in Ghana, che si concluse con la vittoria finale dei padroni di casa.
L'anno seguente fu selezionato per partecipare con la nazionale olimpica al torneo calcistico olimpico, ove raggiunse con i suoi i quarti di finale.
Con la sua nazionale partecipò anche alla Coppa delle nazioni africane 1965, giocata in Tunisia, che vide nuovamente il successo arridere alle Black Stars. In questa edizione Gyau giocò nell'incontro contro la Costa d'Avorio, vinto per 4-1.

## Statistiche

### Cronologia presenze e reti in nazionale
| Cronologia completa delle presenze e delle reti in nazionale ― Ghana olimpica | Cronologia completa delle presenze e delle reti in nazionale ― Ghana olimpica | Cronologia completa delle presenze e delle reti in nazionale ― Ghana olimpica | Cronologia completa delle presenze e delle reti in nazionale ― Ghana olimpica | Cronologia completa delle presenze e delle reti in nazionale ― Ghana olimpica | Cronologia completa delle presenze e delle reti in nazionale ― Ghana olimpica | Cronologia completa delle presenze e delle reti in nazionale ― Ghana olimpica | Cronologia completa delle presenze e delle reti in nazionale ― Ghana olimpica |
| Data                                                                          | Città                                                                         | In casa                                                                       | Risultato                                                                     | Ospiti                                                                        | Competizione                                                                  | Reti                                                                          | Note                                                                          |
| ----------------------------------------------------------------------------- | ----------------------------------------------------------------------------- | ----------------------------------------------------------------------------- | ----------------------------------------------------------------------------- | ----------------------------------------------------------------------------- | ----------------------------------------------------------------------------- | ----------------------------------------------------------------------------- | ----------------------------------------------------------------------------- |
| 16-10-1964                                                                    | Tokyo                                                                         | Giappone olimpica                                                             | 2 – 3                                                                         | Ghana olimpica                                                                | Olimpiadi 1964 - 1º turno                                                     | 1                                                                             |                                                                               |
| 18-10-1964                                                                    | Tokyo                                                                         | Rep. Araba Unita olimpica                                                     | 5 – 1                                                                         | Ghana olimpica                                                                | Olimpiadi 1964 - Quarti di finale                                             | -                                                                             |                                                                               |
| Totale                                                                        |                                                                               | Presenze                                                                      | 2                                                                             |                                                                               | Reti                                                                          | 1                                                                             |                                                                               |

| Cronologia completa delle presenze e delle reti in nazionale ― Ghana | Cronologia completa delle presenze e delle reti in nazionale ― Ghana | Cronologia completa delle presenze e delle reti in nazionale ― Ghana | Cronologia completa delle presenze e delle reti in nazionale ― Ghana | Cronologia completa delle presenze e delle reti in nazionale ― Ghana | Cronologia completa delle presenze e delle reti in nazionale ― Ghana | Cronologia completa delle presenze e delle reti in nazionale ― Ghana | Cronologia completa delle presenze e delle reti in nazionale ― Ghana |
| Data                                                                 | Città                                                                | In casa                                                              | Risultato                                                            | Ospiti                                                               | Competizione                                                         | Reti                                                                 | Note                                                                 |
| -------------------------------------------------------------------- | -------------------------------------------------------------------- | -------------------------------------------------------------------- | -------------------------------------------------------------------- | -------------------------------------------------------------------- | -------------------------------------------------------------------- | -------------------------------------------------------------------- | -------------------------------------------------------------------- |
| 19-11-1965                                                           | Biserta                                                              | Ghana                                                                | 4 – 1                                                                | Costa d'Avorio                                                       | Coppa d'Africa 1965 - 1º turno                                       | -                                                                    |                                                                      |
| Totale                                                               |                                                                      | Presenze                                                             | 1+                                                                   |                                                                      | Reti                                                                 | ?                                                                    |                                                                      |

## Palmarès

### Club
- American Soccer League: 1

Washington Darts: 1969

### Nazionale
- Coppa d'Africa: 2

Ghana 1963, Tunisia 1965